# Bad Ditzenbach
Bad Ditzenbach – miejscowość i gmina uzdrowiskowa w Niemczech, w kraju związkowym Badenia-Wirtembergia, w rejencji Stuttgart, w regionie Stuttgart, w powiecie Göppingen, wchodzi w skład wspólnoty administracyjnej Deggingen. Leży w Jurze Szwabskiej, nad rzeką Fils, ok. 15 km na południe od Göppingen, przy drodze krajowej B466.